# تايلر هارفي
تايلر هارفي (بالإنجليزية: Tyler Harvey)‏ (29 يونيو 1995 ببليموث في المملكة المتحدة - ) هو لاعب كرة قدم بريطاني في مركز الهجوم. لعب مع نادي بليموث أرجايل ونادي سالزبري سيتي ونادي باث سيتي.

## وصلات خارجية
- تايلر هارفي على موقع قاعدة بيانات كرة القدم.إي يو (الإنجليزية)
- تايلر هارفي على موقع Soccerbase.com (لاعب) (الإنجليزية)
- تايلر هارفي على موقع Soccerway.com (الإنجليزية)